# Brakefieldia elisi
Brakefieldia elisi is een vlinder uit de familie van de Nymphalidae, uit de onderfamilie van de Satyrinae. De soort is voor het eerst wetenschappelijk beschreven als Mycalesis elisi door Ferdinand Karsch in een publicatie uit 1893.

## Verspreiding
De soort komt voor in Guinee, Sierra Leone, Ivoorkust, Ghana, Togo en Tanzania.

## Ondersoorten
- Brakefieldia elisi elisi (Karsch, 1893) (Guinee, Sierra Leone, Ivoorkust, Ghana, Togo)
  - = Heteropsis elisi elisi (Karsch, 1893)
- Brakefieldia elisi uluguru (Kielland, 1990) (Ulugurugebergte in Tanzania)
  - = Henotesia elisi uluguru Kielland, 1990
  - = Heteropsis elisi uluguru (Kielland, 1990)